# Bundesautobahn 540
Bundesautobahn 540 (em português: Auto-estrada Federal 540) ou A 540, é uma auto-estrada na Alemanha.
A Bundesautobahn 540 tem 7 km de comprimento.

## Estados
Estados percorridos por esta auto-estrada:
- Renânia do Norte-Vestfália